# Castello di Tarasp
Il castello di Tarasp è uno dei castelli della Svizzera, realizzato nel Medioevo su commissione di Ulrico I di Tarasp.

## Storia
I lavori di costruzione di Schloß Tarasp iniziarono nel 1094 e furono commissionati da Ulrico I a scopo di difendere la vicina città di Tarasp. Risalgono a questo periodo solo il corpo centrale del castello e la cappella.

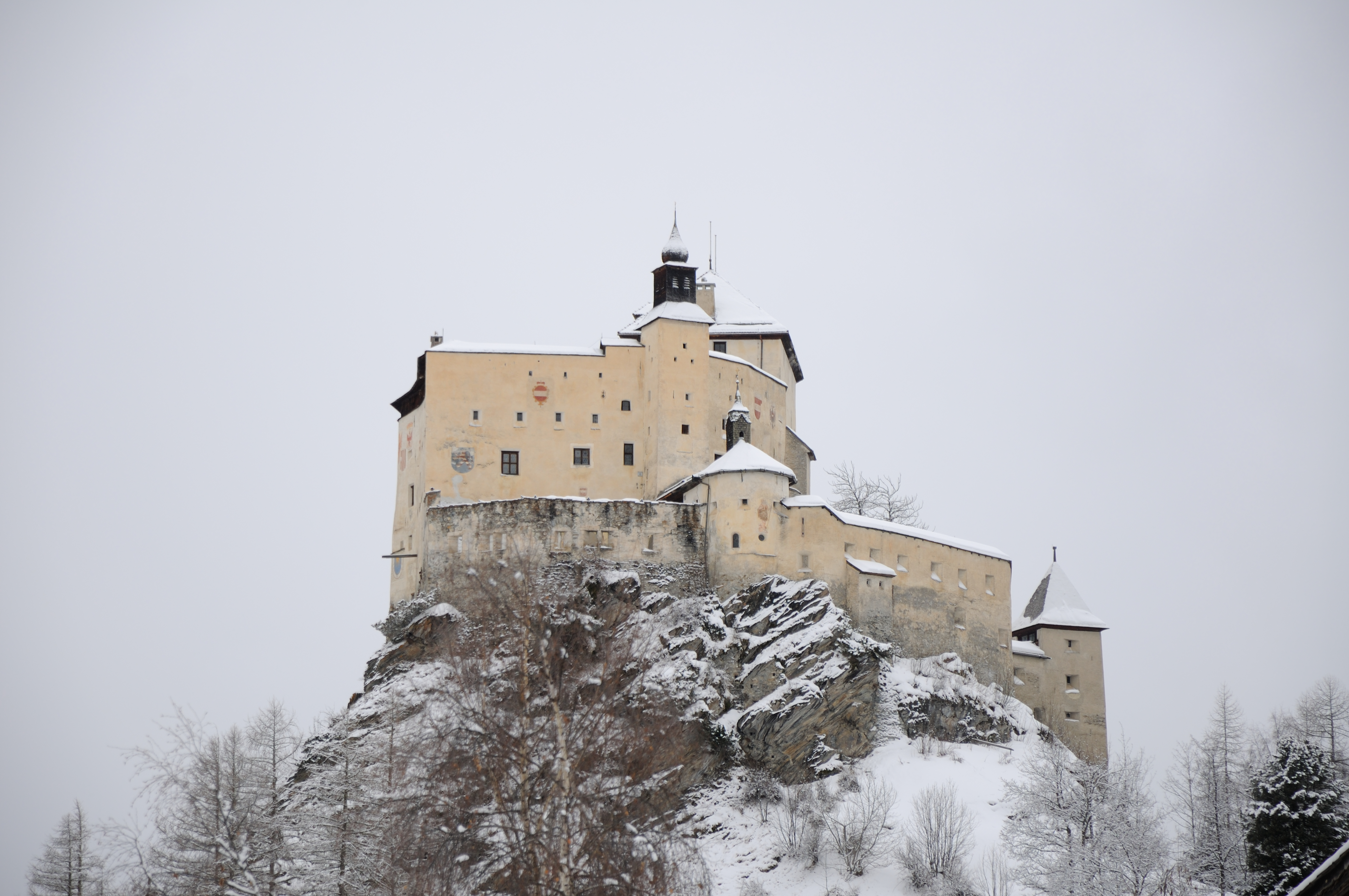

Ulrico lasciò in eredità alla Chiesa tutti i suoi beni, fra cui il Castello. Ad amministrare il castello fu il vescovo di Coira. Dopo un periodo di accese controversie fra i vescovi di Coira e i conti del Tirolo, il castello passò in eredità ai Reichenberg, una nobile famiglia locale, che, nel XII secolo fecero costruire anche un secondo muro di difesa e il maschio. Dopo vari tentativi di riprendersi il castello, il vescovo di Coira si dovette rassegnare all'evidenza. Nel 1363, gli Asburgo conquistarono il Tirolo e i Grigioni. In seguito divenne il centro di un piccolo Stato indipendente, sotto l'alta sovranità del Sacro Romano Impero, che fu dei principi Dietrichstein fino all'inizio dell'Ottocento.
La forma odierna del castello è data dai restauri novecenteschi ad opera dell'imprenditore sassone Karl August Ligner, su progetti degli architetti Robert Roschbach e Walter Türcke.

## Architettura
Il castello di Tarasp è stato realizzato in stile romanico, dalle fondamenta alle torri. L'esterno, essenziale e lineare è privo di decorazioni, ma sulla facciata rivolta verso la cittadina sono affrescati alcuni stemmi araldici.

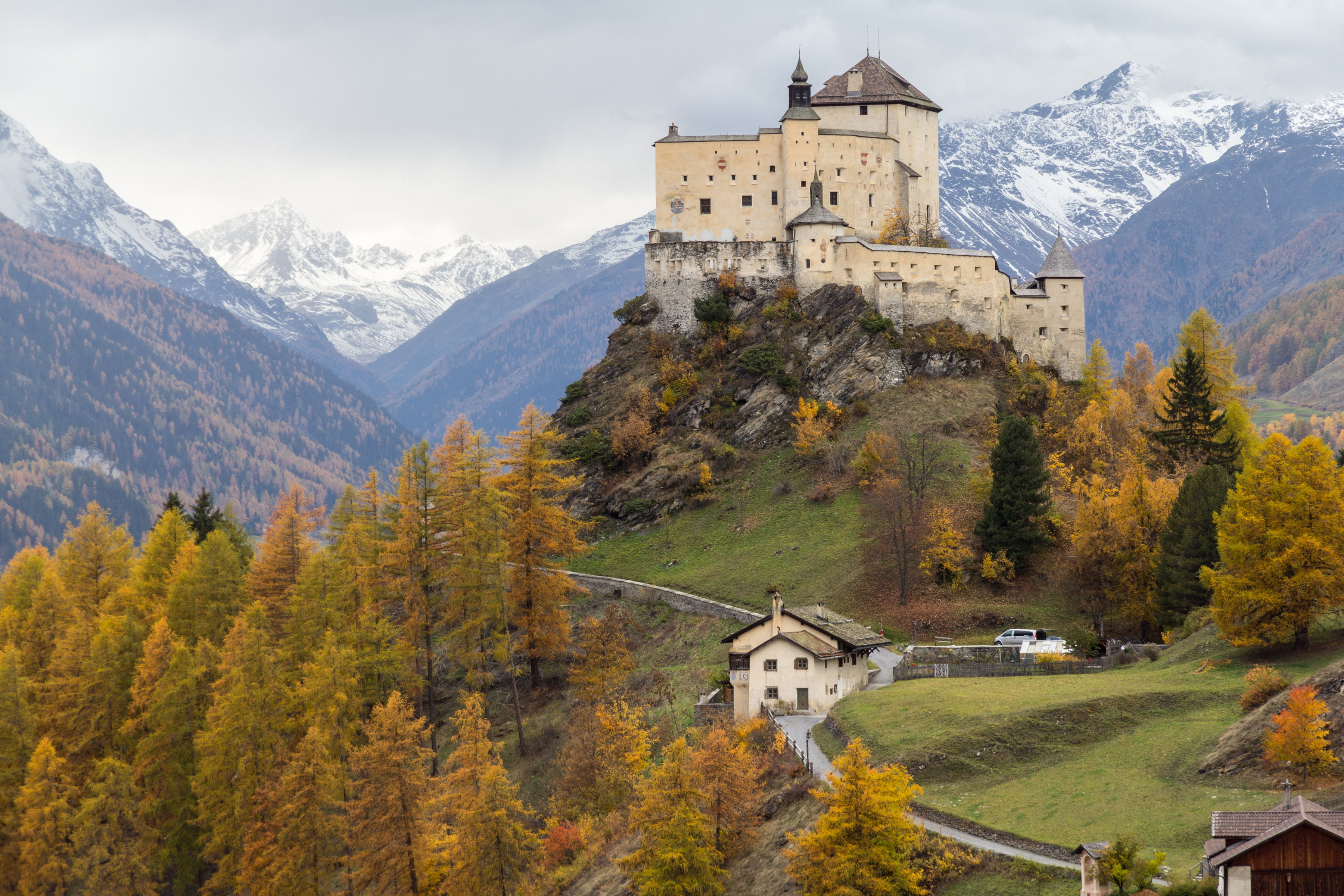

Schloß Tarasp, semplice, lineare, ma magnifico
Dato che il castello si trova su un pendio brullo e roccioso, a 1000 metri sul livello del mare, come per molti altri castelli alpini, le mura di difesa non costituiscono un elemento costruttivo essenziale.

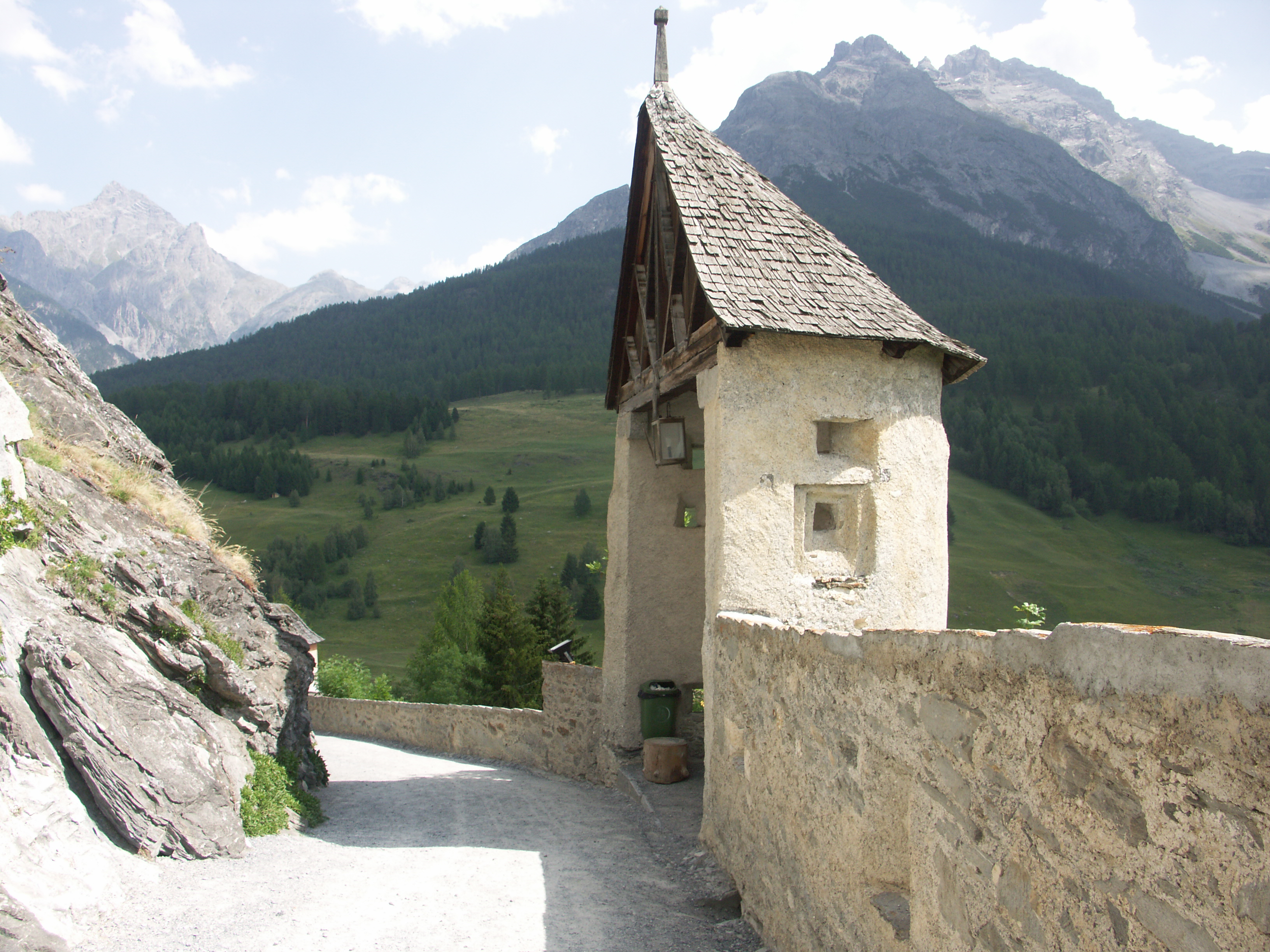

Le esili mura di difesa del castello
Nei castelli di montagna è dato, perciò, molto spazio alla parte abitativa. Quest'ultima è stata completamente ricostruita nel Seicento in contrasto con lo stile del castello. Essa, infatti, al contrario dell'esterno del castello, è particolarmente opulenta e sfarzosa. Le camere principali sono la Sala da Pranzo, ricoperta di intarsi lignei e la camera da letto, famosa per i suoi mobili in legno pregiato del XVIII secolo.

## Curiosità
Sulla facciata del castello di Tarasp rivolta verso la cittadina omonima sono affrescati alcuni stemmi araldici.